# 承德县第一中学
承德县第一中学（简称承德县一中）是河北省重点中学之一。学校建立于1953年8月。原名承德县下板城一中。
学校于2013年6月搬入新址，占地112亩。现有教职员工240人，学生3500人。承德县第一中学是河北省示范性高中、北大附中远程教育示范校、河北大学外国语学院教育生源基地。